# Pianale Mercedes-Benz MHA
Il Modular High Architecture (MHA) è un pianale modulare per automobili, progettato dal gruppo Daimler AG e utilizzato a partire dal 2018 per la realizzazione di SUV di fascia alta e di lusso appartenenti alla gamma Mercedes-Benz.

## Vetture basate sul pianale MHA
| Versione del pianale | Modello                              | Immagine | Anni di produzione | Carrozzerie        | Linea di assemblaggio                                            |
| -------------------- | ------------------------------------ | -------- | ------------------ | ------------------ | ---------------------------------------------------------------- |
| MHA                  | Mercedes-Benz Classe GLE (V167/C167) |          | Dal 2018           | SUV, crossover SUV | Tuscaloosa (Alabama, USA) Bogor (RI) Samut Prakan (T) Pune (IND) |
| MHA                  | Mercedes-Benz Classe GLS (X167)      |          | Dal 2019           | SUV                | Vance, Alabama (USA) Samut Prakan (T) Wanaherang (RI)            |